# Cuadrilla del Cirián
Cuadrilla del Cirián är en ort i Mexiko.   Den ligger i kommunen Tlatlaya och delstaten Mexiko, i den södra delen av landet, 150 km sydväst om huvudstaden Mexico City. Cuadrilla del Cirián ligger 1 131 meter över havet och antalet invånare är 155.
Terrängen runt Cuadrilla del Cirián är kuperad åt nordväst, men åt sydost är den bergig. Runt Cuadrilla del Cirián är det ganska glesbefolkat, med 47 invånare per kvadratkilometer. Närmaste större samhälle är Santa Ana Zicatecoyan, 6,6 km söder om Cuadrilla del Cirián. I omgivningarna runt Cuadrilla del Cirián växer huvudsakligen savannskog.